# Xenophobe
Xenophobe è un videogioco sparatutto fantascientifico pubblicato nel 1987 dalla Bally Midway come arcade e poi convertito per gli home computer Amiga, Amstrad CPC, Atari ST, Commodore 64 e ZX Spectrum (edito da MicroStyle/Microplay, marchi della MicroProse, 1989) e le console Nintendo Entertainment System (edito da SunSoft, 1988), Atari 2600, Atari 7800 e Atari Lynx (edito da Atari Corporation, 1990).
Il gioco si svolge dentro edifici spaziali infestati da alieni mostruosi, un'ambientazione spesso ritenuta simile al film Aliens, ma in stile cartonesco. I personaggi giocabili devono esplorare le installazioni e sparare agli alieni, con la possibilità di multigiocatore a schermo diviso. 
Fu sviluppata anche una conversione per Atari 8-bit, ma rimase allo stadio di prototipo.
Più recentemente Xenophobe è stato incluso in varie raccolte di emulazioni di classici arcade della serie Midway Arcade Treasures.

## Modalità di gioco
Xenophobe è per un giocatore o per più giocatori in cooperazione simultanea. La schermata di gioco è suddivisa in senso orizzontale in aree dedicate alle visuali indipendenti di ciascun giocatore; quando un giocatore non partecipa, la sua area rimane inutilizzata. L'originale arcade supporta fino a tre giocatori, pertanto ciascuno ha a disposizione una fascia orizzontale pari a un terzo dello schermo. Le conversioni domestiche di solito supportano fino a due giocatori, con lo stesso metodo.
Ogni livello è l'interno di una base spaziale (alcune anche su pianeti, con tratti all'aperto) o di un'astronave, esplorabile liberamente con lo scopo primario di sterminare i nemici. L'area del giocatore mostra per intero la stanza della base in cui si trova attualmente, con visuale fissa di lato, dove personaggi e nemici possono spostarsi solo a destra e sinistra. Alle due estremità ci sono porte scorrevoli che conducono alle stanze vicine. Molte basi hanno più piani e per passare dall'uno all'altro bisogna trovare gli ascensori. Se ci sono più giocatori, tutti iniziano il livello nella stessa stanza, ma possono spostarsi tra le stanze in modo del tutto indipendente.
Ogni giocatore sceglie anzitutto il proprio personaggio: sono disponibili uomini, donne e alieni umanoidi, differenti solo dal punto di vista estetico. Il personaggio può camminare a destra e sinistra, accovacciarsi e spostarsi anche rimanendo abbassato, saltare, sparare a diverse altezze con l'arma attualmente in suo possesso. Altre azioni specifiche sono possibili a seconda della situazione. Nell'arcade e nelle versioni per computer e per Lynx le azioni particolari eventualmente possibili a un dato momento sono indicate a video da due scritte in inglese sotto la propria visuale, e si possono effettuare azionando i due rispettivi controlli (due pulsanti da pollice sulla leva dell'arcade, direzioni su/giù su computer, due pulsanti su Lynx). Si dispone di una sola vita e di una riserva di energia.
L'arma primaria può essere sostituita raccogliendo altri tipi di pistole e fucili futuristici, inoltre si possono trovare bombe a mano limitate lanciabili come azione secondaria. Nell'arcade e nelle conversioni più fedeli l'arma primaria si può a volte perdere o perfino rompere quando si viene buttati a terra da un attacco potente, costringendo a cercare di raccoglierla o combattere a pugni.
Altri oggetti di vario tipo si possono raccogliere, perlopiù solo per ottenere punti bonus, e in alcuni casi anche per avere ricariche di energia o per altri utilizzi particolari. Sullo sfondo si possono trovare interruttori e macchinari fissi con i quali è possibile interagire.
Vari tipi di mostri verdognoli e ripugnanti popolano le stanze e arrivano anche dalle porte scorrevoli. I tipi di alieni sono: uova dalle quali possono uscire critter; piccoli critter (lett. "bestioline"), usciti o meno da uova, ispirati ai facehugger di Alien, che si aggrappano ai personaggi riducendone continuamente l'energia finché non vengono scagliati via con apposita azione; rollerbaby che si appallottolano come armadilli e rotolano; tentacoli strangolatori che spuntano da pavimenti e soffitti; snotterpillar (da snot e caterpillar, traducibile "bruco moccioloso"), grosse bestie che saltano addosso o sputano melma nociva; festor (spesso assenti nelle conversioni), enormi creature che si affacciano dalle aperture e attaccano con raggi dagli occhi o lanciando uova.
Ogni livello deve essere ripulito da una certa quantità di nemici per ottenere una piena vittoria. Alcune stanze hanno monitor con informazioni, tra cui la percentuale rimanente di alieni da uccidere. Se si perde troppo tempo la base viene distrutta, il personaggio fugge e passa comunque al livello seguente, ma senza bonus. Nell'arcade e nelle conversioni più fedeli si possono trovare terminali per attivare o disattivare l'autodistruzione della base, un modo alternativo per superare il livello, ma con bonus minore.

### Varianti nelle conversioni
La versione per console portatile Atari Lynx è l'unica a distinguersi per l'assenza della divisione dello schermo. Su una Lynx può giocare una sola persona, a tutto schermo. Il multigiocatore è comunque possibile, collegando fino a quattro Lynx tramite cavo seriale Comlynx. Altra caratteristica unica del multigiocatore su Lynx è che tra i personaggi è possibile selezionare anche un alieno snotterpillar, diventando così un avversario degli altri giocatori. Ci sono altre novità, come la possibilità di trovare un jet pack.
La versione per la primitiva Atari 2600 (uno degli ultimi giochi prodotti dalla Atari per questa console) è naturalmente molto semplificata, ma riesce a mantenere diverse caratteristiche, tra cui quasi tutti i tipi di nemici e di armi. Manca però un vero multigiocatore: nonostante lo schermo sia diviso come di consueto, i due giocatori partecipano uno alla volta, alternandosi.
Le versioni per computer hanno opzioni per regolare la difficoltà e per avere armi con munizioni limitate anziché illimitate. Le versioni per computer a 8 bit hanno solo qualche funzionalità secondaria in meno rispetto ad Amiga/ST. Le edizioni per 8 bit, sebbene dotate comunque di propria musica in gioco, includevano originariamente un'audiocassetta con la registrazione della musica della versione Amiga (composta da Barry Leitch).
La conversione NES ha due tipi di nemici del tutto differenti dalle altre.

## Sviluppo
Xenophobe nacque come un innovativo arcade della Bally Midway. Il principale designer del gioco e autore di tutta la grafica è Brian Colin, già noto per il celebre Rampage, sempre della Bally Midway. Colin riferisce che la sua idea era combinare le caratteristiche innovative di due titoli da lui precedentemente concepiti, Rampage e Zwackery (un gioco di esplorazione/avventura multischermo per giocatore singolo). Da Rampage riprese la possibilità di accomodare tre giocatori simultanei a un unico cabinato verticale. Da Zwackery riprese il particolare sistema di controllo che dava molte più possibilità rispetto a un tipico sparatutto.
Come ambientazione Colin aveva pensato a una caccia al tesoro nell'Egitto del XIX secolo, ma quando l'azienda gli affiancò nello sviluppo il programmatore Howard Shere, i due concordarono sull'ambientazione fantascientifica, molto influenzati anche dal recente film Aliens.
Per combinare il multigiocatore e la libertà di esplorazione indipendente, senza ingigantire l'hardware, si ideò l'insolito schermo diviso in tre.
Come periferica di controllo per ciascun giocatore si utilizzò un joystick di Gorf modificato, con il grilletto e due pulsanti integrati per il pollice, associati a molte azioni diverse a seconda della situazione.
Nel design, ogni oggetto in gioco doveva avere uno o più utilizzi specifici. Tuttavia, anche se non tutto era stato ancora implementato, già nelle prime settimane di test il gioco produsse molti guadagni e la direzione decise che andava bene così. Shere fu assegnato a un altro progetto e, nonostante il disaccordo di Colin, Xenophobe entrò in produzione senza alcuni dei dettagli in progetto. Una parte di queste caratteristiche furono poi reintrodotte nella versione per Atari Lynx, opera di un solo programmatore, Gil Colgate, che ebbe molta autonomia nello sviluppo.
Le conversioni per computer sono accreditate alla Visage Software, un nome di cui non è noto nessun altro titolo pubblicato, ma che è legata al produttore britannico Imagitec Design.
La BlueSky Software sviluppò la conversione per Atari 7800 e anche quella, mai pubblicata, per Atari 8-bit.

## Accoglienza
In sala giochi Xenophobe fu un successo per la Bally Midway. Secondo il progettista Brian Colin, inizialmente stabilì un record di guadagni settimanali nell'industria degli arcade, battendo il record precedentemente stabilito da Rampage. Tuttavia, dopo diversi mesi i guadagni crollarono, e Xenophobe non ebbe la capacità di mantenere nel tempo la celebrità come ha fatto Rampage, né forse come altri giochi di Colin. I diritti su Xenophobe rimasero alla Midway che non ne realizzò mai un seguito.
Per quanto riguarda la critica, secondo una retrospettiva di Retro Gamer del 2015 il gioco viene ancora meritatamente acclamato per l'alta giocabilità e originalità, tuttavia la critica dei suoi tempi non fu particolarmente entusiasta. Due riviste britanniche che recensirono dettagliatamente il gioco arcade nel 1987, Computer and Video Games e Commodore User, furono negative, entrambe descrivendo come poco pratico il sistema dei due pulsanti per le azioni speciali variabili, mentre Your Sinclair fu positiva. Secondo Computer+Videogiochi del 1991 l'arcade non aveva neppure avuto grosso successo, per il sistema complesso e l'azione pacata. Le conversioni domestiche ottennero giudizi molto variabili, di solito moderatamente positivi; la versione Atari Lynx fu mediamente la più apprezzata.